# Департамент статистики Эстонии

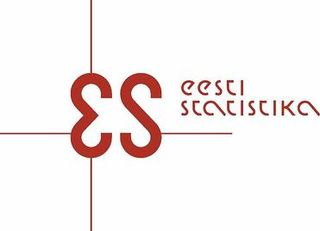
Логотип Департамента статистики Эстонии

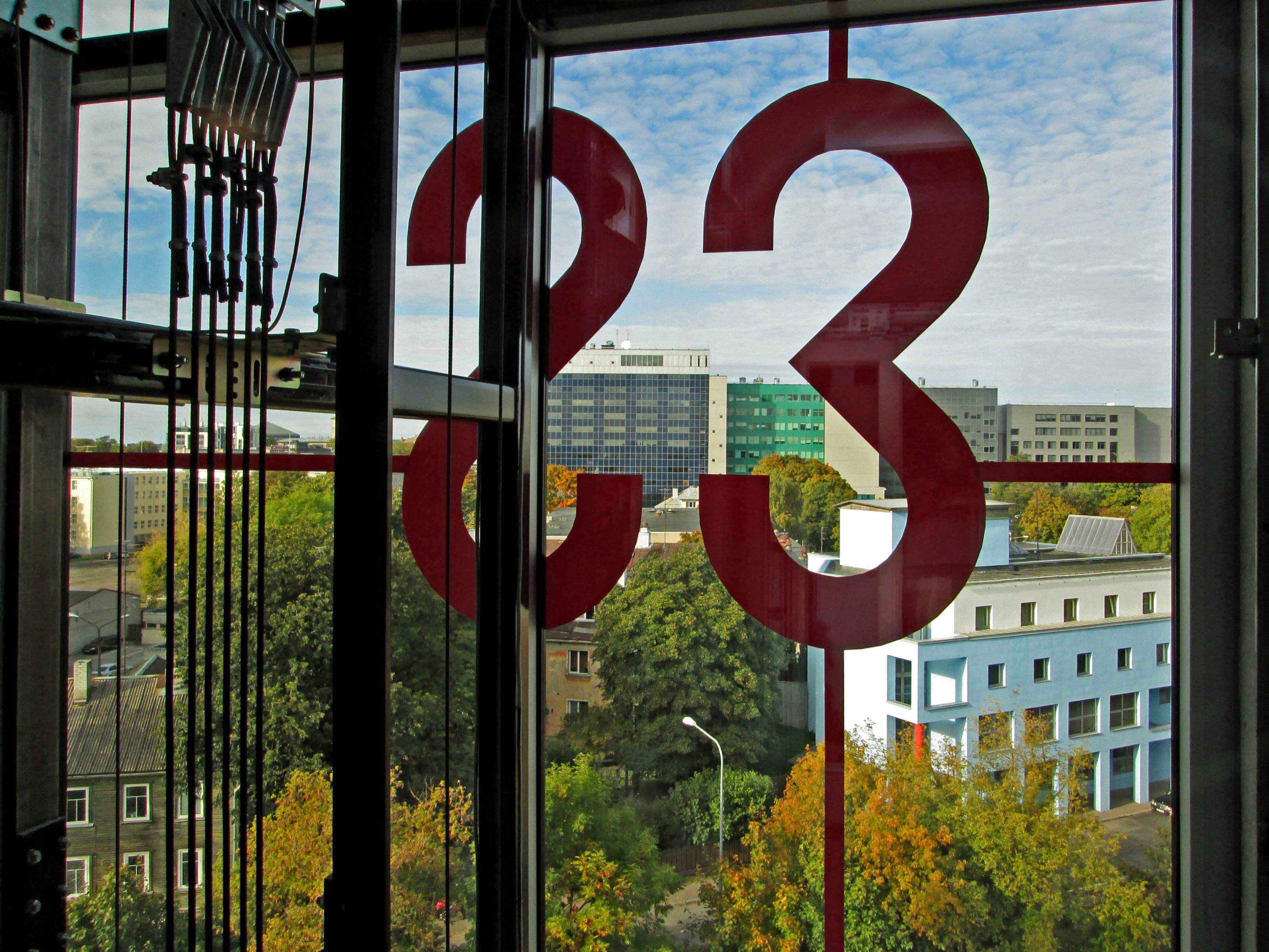
Вид из лифта Департамента статистики Эстонии

Департамент статистики Эстонии (эст. Statistikaamet, англ. Statistics Estonia) — государственное учреждение, находящееся в юрисдикции Министерства финансов Эстонии и занимающееся производством государственной статистики. Своё существование Департамент отсчитывает с 1 марта 1921 года, когда было основано Центральное бюро государственной статистики Первой Эстонской Республики. C осени 2013 года располагается в здании по адресу улица Татари 51, Таллин.

## Организация
Департамент статистики находится по адресу Таллин, улица Татари, 51. В своей деятельности департамент руководствуется Законом о государственной статистике Эстонской Республики. Руководителем Департамента статистики является его генеральный директор. В департаменте восемь отделов, три из них подчиняются одному из заместителей директора, пять других — второму заместителю. Консультативным органом Департамента статистики, Банка Эстонии и Министерства финансов по вопросам функционирования системы государственной статистики является Совет по статистике (Statistikanõukogu), который формируется на основе Закона о статистике распоряжением Правительства Эстонской Республики.
С 2011 года генеральный директор Департамента статистики назначается министром финансов сроком на пять лет.
В задачи Департамента статистики входит сбор статистической информации по следующим направлениям:
- окружающая среда;
- экономика;
- население;
- социальная жизнь.

Данные, собираемые Департаментом статистики, необходимы для подготовки планов и прогнозов развития, научных исследований и прикладных исследований, разработки политики, а также для принятия обоснованных решений.
В год департамент проводит более 200 статистических наблюдений (исследований), в дополнение к которым выполняются отдельные заказы для эстонских и зарубежных потребителей статистики. Статистическое наблюдение подразумевает под собой выполнение всех этапов исследования, сбора и обработки данных с последующей публикацией статистики. Под юрисдикцию Департамента статистики также попадает проведение переписей населения и жилых помещений (перепись 2000, 2011 и 2021 годов) и перепись сельского хозяйства (в 2000, 2010 и 2020 годах).
Департамент тесно сотрудничает со многими учреждениями, в частности, такими как Евростат, Европейская экономическая комиссия ООН, ОЭСР, Банк Эстонии, Тартуский университет, министерства и местные органы власти. Департамент статистики Эстонии является частью Европейской статистической системы, и он также вносит свой вклад в развитие международной статистики.

## Персонал
По состоянию на 31 марта 2022 года численность работников департамента составила 410 человек, на 31 марта 2025 года — 390 человек.
Среднегодовая численность работников Департамента статистики в 2003—2018 гг.*:
| Год                        | 2003** | 2004** | 2005** | 2006 | 2007 | 2008 | 2009 | 2010 | 2011 | 2012 | 2013 | 2014 | 2015 | 2016 | 2017 | 2018 |
| -------------------------- | ------ | ------ | ------ | ---- | ---- | ---- | ---- | ---- | ---- | ---- | ---- | ---- | ---- | ---- | ---- | ---- |
| Численность работников     | 371    | 292    | 397    | 431  | 451  | 427  | 431  | 421  | 432  | 427  | 421  | 413  | 397  | 398  | 378  | 371  |
| ..cлужащие                 | 345    | 206    | 314    | ..   | 347  | ..   | 341  | 343  | 340  | 351  | 348  | 331  | 321  | 319  | 312  | 312  |
| ..вспомогательный персонал | 26     | 86     | 83     | ..   | 104  | ..   | 91   | 78   | 92   | 74   | 73   | 82   | 76   | 79   | 64   | 59   |

* Служащими считаются как государственные служащие, оформленные в соответствии с Законом о государственной службе, так и наёмные работники, оформленные в соответствии с Законом о трудовых договорах. В число работников также входят интервьюеры и регистраторы цен (вспомогательный персонал).

** По состоянию на 31 декабря.

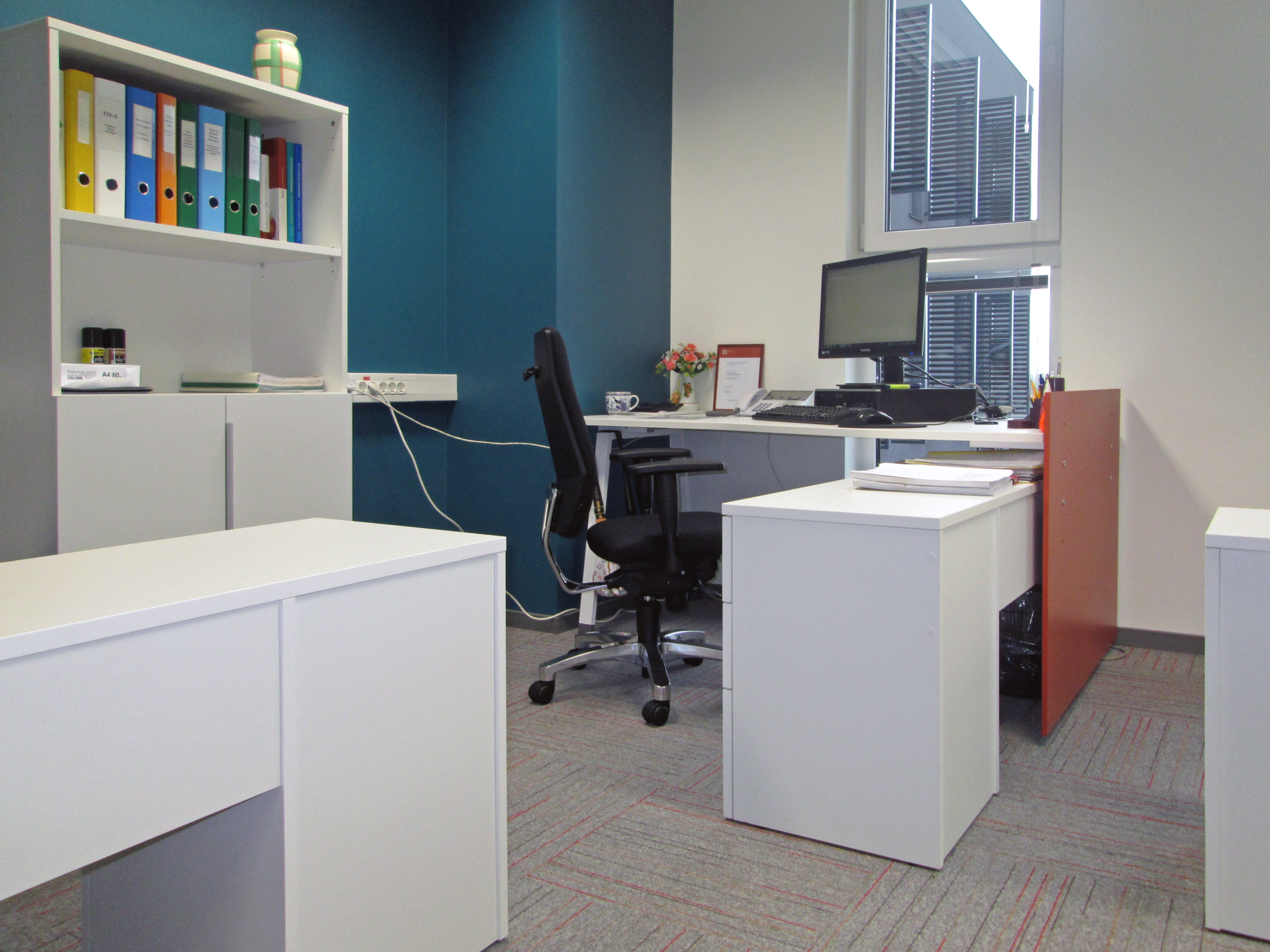
Рабочее место статистика в Департаменте статистики Эстонии

В 2018 году 82 % сотрудников Департамента статистики (включая интервьюеров) составляли женщины и 18 % мужчины, средний стаж работы в учреждении составлял 10 лет и 7 месяцев, средний возраст работника — 49 лет (средний возраст работников государственных учреждений Эстонии в целом в этом году составлял 42 года). 77 % сотрудников департамента имели высшее образование (86 % без учета интервьюеров), что значительно выше среднего в государственных учреждениях Эстонии в целом (60 %). Половой и образовательный состав сотрудников в 2000—2010-х годах практически не менялся.
В 2008 году средняя брутто-зарплата одного служащего на полной ставке, включая все доплаты, составляла 13 712 крон; доля платы по результатам работы (премиальных) в этой сумме равнялась в среднем 8,5 %.
Среднемесячная заработная плата-брутто (в том числе плата по результатам работы) работника Департамента статистики:
| Год  | 2012 | 2013   | 2014   | 2015   | 2016   | 2017   | 2018   |
| ---- | ---- | ------ | ------ | ------ | ------ | ------ | ------ |
| Евро | 957  | ↗ 1035 | ↗ 1153 | ↗ 1202 | ↗ 1231 | ↗ 1334 | ↗ 1518 |

В департаменте высок уровень текучести кадров, особенно в сравнении с её средней величиной в государственных учреждениях страны, в частности, в 2013 году он составил 10,4 %, в 2014 году — 10,2 %, в 2016 году — 10,0 % (при среднем уровне текучести кадров в госучреждениях Эстонии 7,0 %), в 2017 году — 10,9 %. В 2023 году текучесть кадров составила 4,21 %, в 2024 году увеличилась до 7,02 %.
С 2019 года в годовых отчётах Департамента статистики данные о средней зарплате работников больше не публикуются. По отдельным работникам за 2023 год имеется следующая информация о среднемесячной зарплате:
- директор департамента — 6385 евро,
- начальники отделов — 4522—5250 евро,
- ведущие статистики — 3172—3175 евро[13].

В 2024 году среднегодовая численность работников департамента составила 352 чел.; средний возраст работников — 49 лет; 81 % работников — женщины, 84 % работников имеют высшее образование.

## История
Первые статистические данные об Эстонии можно найти в Датской поземельной книге 1241 года, где содержалась информация о сельскохозяйственном использовании земель в Северной Эстонии.
10 мая 1863 года был основан Центральный статистический комитет Эстляндской губернии, который провел на территории Эстонии первые две переписи населения: в 1871 году в Таллине и в 1881 году во всей губернии. Комитет прекратил свою деятельность в 1917 году.
1 марта 1921 года было основано Центральное бюро государственной статистики (ЦБГС), которое подчинялось государственному секретарю. Основные вопросы решал Совет Государственной Статистики, председателем которого был госсекретарь и заместителем председателя — директор ЦГБС. В Таллине и Тарту работало бюро статистики, в некоторых уездных управах существовали отделы статистики. Помимо этого, в уездах работало около 1000 сельскохозяйственных корреспондентов.
С приходом советского режима 25 октября 1940 года Совет Народных Комиссаров ЭССР основал в дополнение к Государственному Комитету Планирования Государственное Учетное Управление. Впоследствии оно было переименовано в Статистическое Управление Эстонской ССР, еще позднее — в Центральное статистическое управление Эстонской ССР (эст. ENSV Statistika Keskvalitsus), которое подчинялось Центральному статистическому управлению Советского Союза. До осени 2013 года учреждение работало в здании по адресу улица Эндла 15, Таллин.
До 1990 года Государственный комитет статистики Эстонской ССР был частью статистической системы Советского Союза, но в условиях перестройки контроль со стороны Москвы значительно уменьшился и Эстония начала развивать свою систему статистики. В 1990 году Верховный Совет ЭССР принял Закон о статистике, который был первым в своём роде на территории СССР. В том же году Государственный Статистический Комитет Эстонской ССР был переименован в Государственный Департамент Статистики Эстонской ССР.
После восстановления независимости Эстонии в 1991 году был начат процесс изменения принципов статистической системы в соответствии с нуждами независимого государства. Для этого в 1993 году была проведена основательная административная реформа.

### Ключевые моменты истории эстонской статистики с 1991 года[2]
- 1991 — начинает выходить статистический ежегодник эстонской статистики «Eesti statistika aastaraamat»;
- 1992 — начинается программа статистического сотрудничества между Европейским Союзом, Европейской ассоциацией свободной торговли и странами Прибалтики для развития статистической системы и приведения её в соответствие с международными требованиями. Учреждено Эстонское статистическое общество;
- 1993 — создается Статистический профиль, то есть реестр активных хозяйствующих субъектов. Вместо комплексного обследования начинается использование выборочного обследования;
- 1994 — проходит реорганизация структуры Департамента статистики Эстонии. Вместо прежних 17 местных статистических управлений продолжают работу семь региональных управлений. Формируется национальная сеть интервьюеров и начаты первые выборочные обследования персональной статистики;
- 1995 — подписывается совместное заявление Евростата и статистических управлений балтийских стран;
- 1997 — Рийгикогу принимает Закон о государственной статистике;
- 1998 — открывается интернет-сайт Департамента статистики www.stat.ee;
- 2000 — проводится первая перепись населения и жилых помещений вновь обретшей независимость Эстонии. Производство официальной статистики централизуется, а региональные статистические бюро ликвидируются;
- 2001 — Департамент статистики Эстонии на своём веб-сайте открывает к доступу потребителям статистическую базу данных;
- 2004 — Эстония входит в состав Европейского Союза, и Департамент статистики Эстонии становится частью статистической системы Европейского Союза;
- 2006 — Департамент статистики вводит в действие электронный канал передачи данных eSTAT, который занимает первое место в конкурсе «Лучшая инновация 2006», организованном Государственной канцелярией Эстонии;
- 2009 — Эстония подаёт заявку на вступление в Организацию экономического сотрудничества и развития (ОЭСР), после чего группа экспертов ОЭСР оценивает соответствие официальной статистики Эстонии статистическим требованиям ОЭСР;
- 2010 — Рийгикогу принимает новый закон о государственной статистике;
- 2011 — Департамент статистики празднует свой 90-й юбилей; по этому случаю основывается «Премия молодого статистика имени Альберта Пуллеритса» и проводится её первое вручение;
- 2012 — завершается 11-я перепись населения и жилых помещений. Впервые в истории эстонских переписей можно подсчитать себя онлайн;
- 2014 — Департамент статистики публикует прогноз народонаселения до 2040 года. Вводится в действие статистическая карта-приложение (эст. kaardirakendus, англ. statistics map application);
- 2015 — Департамент статистики получает сертификат «Зелёной конторы» и премию лучшей «Зелёной конторы» года;
- 2016 — начинается совместный проект Налогово-таможенного департамента, Департамента статистики Эстонии и Банка Эстонии «Aruandlus 3.0» («Отчётность 3.0»), целью которого является снижение бремени отчётности для предприятий. Департамент статистики Эстонии размещает на своём веб-сайте пользующееся большим успехом веб-приложение «Статистика имён»;
- 2017 — во время председательства в Европейском Союзе Департамент статистики Эстонии возглавляет Рабочую группу по статистике Совета ЕС;
- 2018 — по случаю 100-летия Эстонской Республики издаётся сборник «Eesti Vabariik 100. Statistiline album» («Эстонская Республика 100. Статистический альбом»). Департамент статистики впервые опубликует показатели устойчивого развития исходя из целей Программы ООН-2030;
- 2019 — вводятся в действие первые интерактивные веб-приложения: приложение, визуализирующее данные Департамента статистики Эстонии о внешней торговле, и «измерительная линейка» важнейших показателей государства «Tõetamm» («Дерево истины», англ. Tree of Truth);
- 2020 — Департамент статистики делает доступными интерактивные приложения «панели управления» (эст. juhtimislauad, англ. dashboards), где собраны данные по предпринимательству, региональная статистика и показатели программ развития, а также приложение по заработной плате (эст. Palgarakendus, англ. Earnings application).

## Директора департамента

### Рейн Веэтыусме
Первым директором главного статистического учреждения независимой Эстонии стал Рейн Веэтыусме (Rein Veetõusme, 6.12.1947—19.03.2009). Он окончил Таллинский политехнический институт и работал директором Департамента статистики более 13 лет. В июле 2004 года покинул эту должность по собственному желанию.

### Прийт Потисепп
С 6 декабря 2004 года генеральным директором Департамента статистики работал Прийт Потисепп (Priit Potisepp, род. 30.06.1968). Прийт Потисепп в 1993 году окончил экономический факультет Таллинского технического университета по специальности «Экономика и управление производством». С 1999 года Потисепп работал в Хансабанке, в 1999—2002 годах — руководителем страхового подразделения Хансабанка, в 2002—2004 годах — руководителем сети офисов продаж Хансабанка. На должность директора департамента статистики он был назначен бессрочно, но, в соответствии с принятым в 2010 году Законом о статистике, в начале 2011 года был объявлен открытый конкурс на его замещение, который провалился.

### Андрес Оопкауп
В повторном конкурсе на замещение генерального директора Департамента статистики Эстонии, объявленном Государственным секретарём 31 мая 2012 года, изъявили желание принять участие 10 человек, и с 1 ноября 2012 года директором департамента стал Андрес Оопкауп (Andres Oopkaup, род. 25.05.1966). В 1991 году Оопкауп окончил Эстонскую сельскохозяйственную академию (сейчас этот вуз называется Эстонским университетом естественных наук — Eesti Maaülikool) по специальности «Механизация сельского хозяйства», затем обучался в Высшей коммерческой школе Эстонии (Estonian Business School), в университете Сорбонны в Париже, в университете Сан-Франциско в США и в университете Dalhousie в Канаде. С 1994 по 2011 годы Андрес Оопкауп работал в Министерстве сельского хозяйства, затем был вице-канцлером министерства по вопросам сельскохозяйственной и торговой политики. Срок его полномочий должен был истечь осенью 2017 года, но в ноябре 2016 года Андрес Оопкауп объявил, что подал заявление об освобождении с должности по собственному желанию на год раньше. «Я решил, что в связи с увеличением нагрузки на госаппарат из-за председательства Эстонии в ЕС и в интересах дееспособности Департамента статистики было бы разумным объявить конкурс уже в этом [прим.: в 2016] году, — сказал Оопкауп. — Вторым аргументом является то, что весной [прим.: весной 2017 года] начнутся касающиеся департамента переговоры по госбюджету, так что у нового руководителя будет больше времени, чтобы войти в курс дела». Официально он был снят с должности с 1 февраля 2017 года. Основной оклад Андреса Оопкаупа по состоянию на 1 апреля 2016 года составлял 3640 евро.

### Март Мяги
31 марта 2017 года правительством Эстонии в должности генерального директора Департамента статистики на период с 10 апреля 2017 года по 9 апреля 2022 года был утверждён Март Мяги (Mart Mägi, род. 6.11.1971). У Марта Мяги большой опыт управленческой работы. Он работал на нескольких предприятиях, в том числе в финансовом секторе и консультантом по управлению, а также читал лекции в Тартуском университете и в Эстонской Школе Бизнеса (Estonian Business School). В 1993 году Март Мяги окончил Тартуский университет по специальности «Финансы и кредит» (cum laude). В 2001 году он защитил степень магистра банковского дела и страхования (cum laude) в Варшавском Университете Страхования и Банковского дела. В 2004 году Март Мяги получил степень магистра по управлению бизнесом на экономическом факультете Тартуского университета (cum laude). Март Мяги был членом советов следующих фирм: АО «Tallinna Vesi», АО «Telema», ООО «Tallinnfilm», Целевого учреждения «Тартуский университет», Целевого учреждения «NUKU», АО «Signaal», ООО «Fusion». По состоянию на 1 апреля 2020 года размер основной заработной платы Марта Мяги составлял 5400 евро.

### Урмет Леэ
1 июля 2021 года правительство Эстонии утвердило на должность директора Департамента статистики Урмета Леэ (Urmet Lee, род. 11.02.1975), который приступил к работе 2 августа. Новый руководитель взял на себя управление департаментом в напряжённое время: шла подготовка к переписи населения, отчётная нагрузка на респондентов снижалась и при этом статистику намеревались делать более доступной.
Урмет Леэ окончил Тартуский университет в 1997 году по специальности «государственное управление», затем получил степень магистра в той же области в Hertie School of Governance в Берлине в 2013 году. К моменту назначения директором Департамента статистики имел почти 20-летний опыт управления и работы в организациях государственного сектора. Работал в Государственном контроле аудитором и советником генерального аудитора, затем — директором службы развития и управления. До этого занимал пост председателя правления Центра политических исследований Praxis, советника по развитию в Министерстве социальных дел и заместителя директора Департамента гражданства и миграции (в настоящее время это отдел миграции и гражданства в структуре Департамента полиции и пограничной охраны). Является членом бюджетного комитета Международного уголовного суда и заместителем члена Национального избирательного комитета и Комиссии по финансовому надзору за политической партией, членом учебного совета бакалавриата Института Рагнара Нурксе при TalTech. В 2014—2018 годы был членом Статистического совета Эстонии, в 2018—2020 годы — членом бюджетного комитета Постоянной палаты третейского суда в Гааге.
По состоянию на 1 апреля 2022 года размер основной заработной платы Урмета Леэ составил 5500 евро в месяц.

## Издания Департамента статистики
- Издания на английском языке
- Издания на эстонском языке
- Годовые отчёты Департамента статистики (англ.), (эст.)

## Интерактивные веб-приложения Департамента статистики
- Статистическая карта-приложение (эст.), (англ.)
- «Дерево истины» (эст.), (англ.)
- «Статистика имён» (эст.)